# Get The Blessing
Get The Blessing – brytyjski zespół jazz-rockowy, powstały w 2000 roku w Bristolu w składzie: Jake McMurchie (saksofon), Pete Judge (trąbka), Jim Barr (gitara basowa) i Clive Deamer (perkusja). Zdobywca nagrody BBC Jazz Awards w 2008 roku w kategorii: Album Roku.

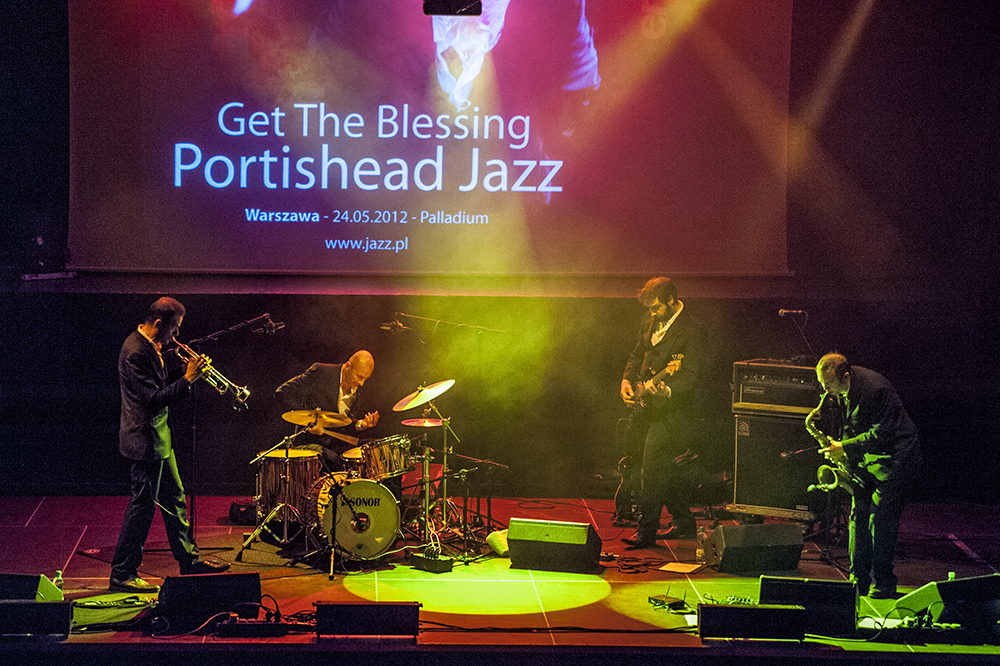
Get the Blessing - Portishead Jazz - w warszawskim klubie Palladium, maj 2012.

## Historia
Zespół założyli w 2000 roku w Bristolu (początkowo pod nazwą The Blessing) dwaj muzycy sesyjni Portishead: perkusista Clive Deamer i basista Jim Barr. Skład uzupełnili: Pete Judge (trąbka) i Jake McMurchie (saksofon). Źródłem ich muzyki jest nowoczesna, twórcza improwizacja, kultura Afryki Północnej oraz muzyka bazująca na dźwiękach nieakordowych, a przede wszystkim wspólne zainteresowanie twórczością Ornette’a Colemana. To od jednego z jego utworów, „The Blessing” zespół zapożyczył swą nazwę, musiał ją jednak zmodyfikować, gdy okazało się, że istnieje już amerykański zespół o tej samej nazwie. Muzyka tworzona przez Get The Blessing wpisuje się w nurt prezentowany przez takie zespoły jak: Esbjörn Svensson Trio, Polar Bear i Acoustic Ladyland, widoczne są w niej ponadto inspiracje dokonaniami Kings of Leon, Morphine, Elvisa Costello i Alberta Aylera. 
Debiutancki album zespołu, All Is Yes, ukazał się w 2008 roku. W jego nagraniu zespół wspomagali gościnnie: Adrian Utley (gitara), Tammy Payne (śpiew) i Gina Griffin (skrzypce). Muzykę albumu cechuje indywidualna wirtuozeria, połączona z mistrzowskim, wzajemnym zrozumieniem muzyków i z duchem eksploracji. Album zdobył w 2008 roku nagrodę BBC Jazz Awards w kategorii: Album Roku.
Drugi album grupy, Bugs In Amber, wprowadził ciemniejsze klimaty i faktury, częściowo dzięki szerszemu wykorzystaniu overdubbingów w studio. Trend ten zespół kontynuował na wydanym w 2012 roku albumie OC DC, poświęconym Ornette’owi Colemanowi i Donowi Cherry’emu. Albumem tym muzycy zapoczątkowali szersze wykorzystanie live electronic music, zaprosili ponadto do współpracy wokalistę Roberta Wyatta i gitarzystę Portishead, Adriana Utleya, który później został regularnym muzykiem sesyjnym zespołu.
Wiosną 2012 roku w ramach cyklu koncertowego Era Jazzu Get The Blessing po raz pierwszy wystąpił w Polsce, prezentując projekt muzyczny Portishead Jazz.
Lope and Antilope, drugi album zespołu nagrany dla wytwórni Naim, jest wciąż rozpoznawalny jako jego muzyka, choć został nagrany nie w studio J & J Barr Jima Barra w Bristolu, ale w opuszczonym zakładzie ceramiki w Pembrokeshire (należącej do matki Barra) i pod kierunkiem inżyniera dźwięku T. J. Allena, znanego dotychczas ze współpracy z Bat for Lashes. Materiał muzyczny nie został wcześniej przygotowany. Wszystkie utwory powstały w wyniku spontanicznego jam session i chociaż gotowy produkt został poddany gruntownej obróbce, zachował swoje improwizacyjne cechy z początkowego okresu. Zespół, znany z dbałości o własną mistyfikację poprzez pojawienie się na okładce poprzedniego albumu w kolorowych, celofanowych torebkach na głowie, tym razem zmienił swój wizerunek przedstawiając na okładce Lope and Antilope jedynie same torebki.
Ostatni album zespołu, Astronautilus, wydany 2 października 2015 roku, został dedykowany pamięci Ornette’a Colemana, zmarłego w czerwcu tego samego roku. Duch muzycznych poszukiwań Colemana jest słyszalny na całym albumie, zarówno w powściągliwej melodyce utworu tytułowego, jak i w okrzykach i w dźwiękach bardziej ekstrawaganckich utworów, takich jak „Green Herring”.

## Dyskografia
- 2008 – All is Yes (jako The Blessing)
- 2008 – „Bleach Cake”/„The Unnameable” (EP; jako The Blessing)
- 2009 – Bugs in Amber
- 2012 – OC DC
- 2014 – Lope and Antilope
- 2015 – Astronautilus